# Даган, Меир
Меир Даган (ивр. מאיר דגן‎, при рождении Губерман; 30 января 1945, Херсон, УССР — 17 марта 2016, Тель-Авив, Израиль) — генерал-майор армии Израиля, директор службы внешней разведки Израиля «Моссад» с 2002 до января 2011 года.

## Биография
Родился в Херсоне в 1945 году (в некоторых источниках указан 1947 год; местом рождения Дагана также называется Одесса).
Исходя из информации о его рождении в Новосибирске и репатриации после 1945 года семьи в Польшу и, затем, в Израиль, предполагается[кто?], что родители Дагана были польскими евреями — беженцами из городов Лукув и Тарнув, высланными или уехавшими в Сибирь после раздела Польши между СССР и Германией в 1939 году. Данной категории перемещённых лиц было разрешено вернуться на родину в конце 1944 года, когда между советским правительством и польским правительством в изгнании была достигнута договоренность о разрешении выезда лицам польской и еврейской национальностей, проживавшим в Польше до 1939 года.
Дед — Бер-Дов Эрлих Слошний, уроженец польского города Лукув, был казнён эсэсовцами.
В 1950 году семья Дагана поселилась в городке Бат-Ям, недалеко от Тель-Авива.
В 1963 году Меир Даган поступил на службу в Армию обороны Израиля (ЦАХАЛ).
За время военной службы принимал участие в большинстве военных столкновений в ходе арабо-израильского конфликта. С 1963 по 1970 год служил в парашютно-десантных войсках. Участвовал в боях на Синайском полуострове и на Голанских высотах в 1967 году в ходе Шестидневной войны. В 1971 году награждён «Медалью за отвагу».
В 1970 году стал одним из организаторов элитного антитеррористического подразделения «Римон» (Sayeret Rimon). Позднее преемниками подразделения стали спецотряды «Дувдеван» (1988) и «Шимшон» (1989).
В 1991 году назначен помощником начальника Генерального штаба ЦАХАЛ Эхуда Барака.
В 1992 году назначен начальником Оперативного отдела Оперативного управления Генерального штаба ЦАХАЛ с присвоением звания бригадного генерала; спустя год получил звание генерал-майора.
В 1995 году вышел в отставку.
В 1996 году глава правительства Шимон Перес назначил Дагана заместителем начальника антитеррористического отдела при канцелярии премьер-министра Израиля. В июне того же года решением нового главы правительства Биньямина Нетаньяху повышен до начальника.
В 2001 году возглавлял предвыборный штаб Ариэля Шарона.
2 октября 2002 года назначен премьер-министром Израиля Ариэлем Шароном на пост директора внешней разведки Моссад.
30 апреля 2009 года премьер-министр Израиля Биньямин Нетаньяху принял решение о продлении полномочий Меира Дагана на посту руководителя «Моссад» ещё на один год. Даган занимал пост до 6 января 2011 года, когда был сменен своим заместителем Тамиром Пардо.
25 мая 2011 года Даган был назначен на должность президента компании «Гуливер Энерджи» по поиску и разработке нефтяных и газовых месторождений.
Даган был почетным президентом компании Black Cube, с 2010 года и до его смерти.
Последние годы жизни боролся с раком. В октябре 2012 года в Белорусском центре трансплантологии в Минске ему была выполнена трансплантация печени.
Скончался в марте 2016 года в возрасте 71 года в больнице Ихилов. Похоронен на военном кладбище в Рош-Пинне.